# Haworthiopsis koelmaniorum var. mcmurtryi
Haworthia koelmaniorum var. mcmurtryi, és una varietat de Haworthiopsis koelmaniorum del gènere Haworthiopsis de la subfamília de les asfodelòidies.

## Descripció
Haworthiopsis koelmaniorum var. mcmurtryi és un parent més petit de Haworthiopsis koelmaniorum. És de mida més petita amb marques superficials més destacades. Les fulles són més curtes, més okupes i poden tenir una finestra fosca. És força variable pel que fa als tubercles i la venació.

## Distribució i hàbitat
Aquesta varietat es troba al sud-oest de la varietat típica, al llarg d'un tram estret a l'oest de la presa de Loskop, a la província sud-africana de Mpumalanga i ara se sap de diverses localitats al voltant.

## Taxonomia
Haworthiopsis koelmaniorum var. mcmurtryi va ser descrita per (C.L.Scott) Gildenh. i Klopper i publicat a Phytotaxa 265: 13, a l'any 2016.
Etimologia
Haworthiopsis: La terminació -opsis deriva del grec ὀψις (opsis), que significa 'aparença', 'semblant' per la qual cosa, Haworthiopsis significa "com a Haworthia", i que honora al botànic britànic Adrian Hardy Haworth (1767-1833).
koelmaniorum: epítet en honor d'Arthur Koelman (1915-1994), mestre d'escola i horticultor sud-africà, membre de la Suculent Society of South Africa i pioner en les hibridacions d'àloes.
var. mcmurtryi: epítet en honor del conservador sud-africà del Jardí Botànic Municipal Emmaretia de Johannesburg, el Sr. Douglas McMurtry.
Sinonímia
- Haworthiopsis mcmurtryi.[1]